# IBMポータブルPC
IBMポータブルPC（英: IBM Portable Personal Computer）は、IBMが1984年に発表したパーソナルコンピュータ。Compaq Portableに対抗して開発されたIBMの最初のポータブルコンピュータで、後継はIBM PCコンバーティブル。

## 名称
正式名称は「IBM Portable Personal Computer」、型番は「IBM 5155 モデル68」。略称は「IBM Portable」など。

## 概要
IBMポータブルPCは基本的に、IBM PC XTのマザーボードをコンパック風の可搬ケースに移植したポータブルコンピュータで、256 KBのメモリ（マザーボード上で最大 512KBまで拡張可）、内蔵のアンバー色のモノクロノーム・モニターに接続されたCGAカード、1つまたは2つの 360 KB 5.25インチ・ディスケット（フロッピーディスク）ドライブなどで構成された。
デュアルモード・モニターと専用のディスプレーカードを使用したCompaq Portableとは異なり、IBMは低解像度で在庫のCGAカードと9インチのモノクローム・モニターを使用したが、そのため外部のモニターまたはテレビに接続すればカラー表示が可能であった。マザーボードには8つの拡張スロットがあった。電源ユニットは120ボルトまたは240ボルトで、消費電力は114ワットであった。ハードディスクドライブは非常に一般的なサードパーティー製の追加機器で、IBMは搭載しての工場出荷はしなかった。典型的には2つのフロッピーディスクドライブを搭載し、ドライブAはオペレーティングシステムを稼働し、ドライブBはアプリケーションやデータ用ディスケットに使用できた。
専門家は、IBMはIBMポータブルPCをCompaq Portableに対抗できるコンピュータとして開発したと述べた。コンパックより洗練されていない場合には、IBMは低価格という利点を持っていた。「ポータブル」というセールスポイントのために、中くらいのスーツケースサイズの基本ユニットにモニターを組み込んでシンプルに平らな面に配置し、キーボードはケースの蓋のようになっており使用時はケースから取り外せたが、もしプリンターを同時に使用する事が必要な場合には「ポータブル」とは言い難かった。